# Logotipos del Gobierno de México

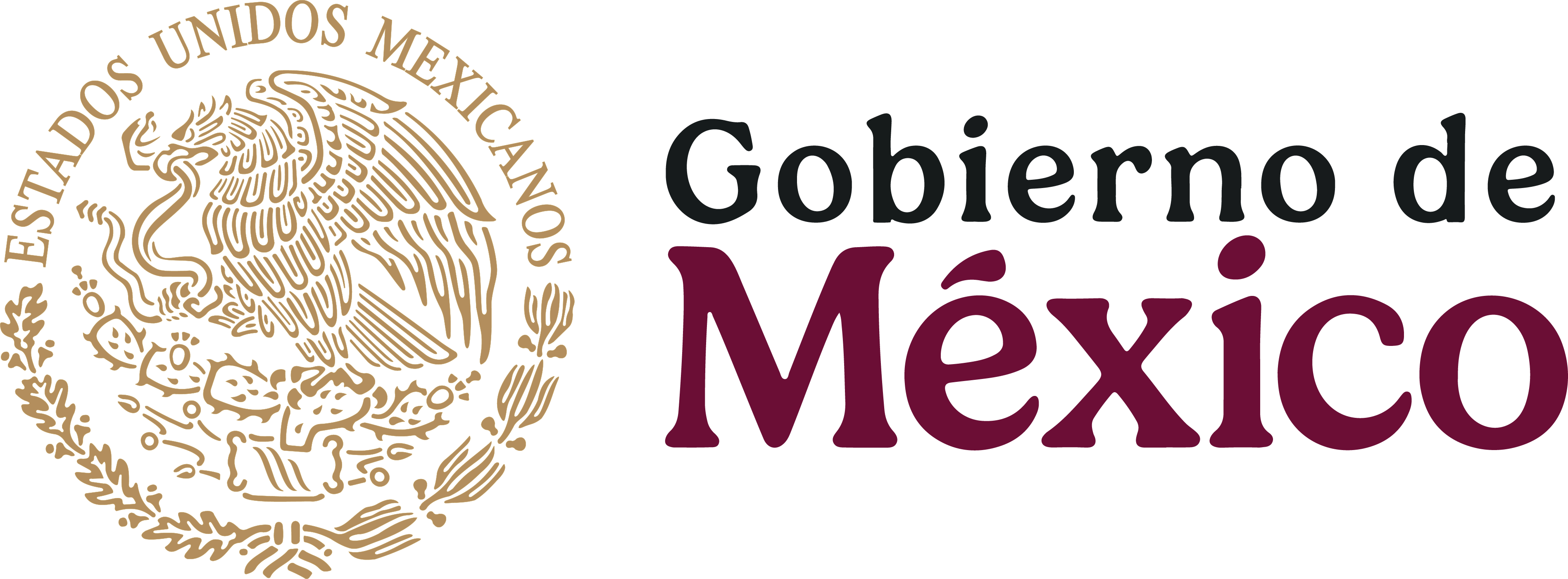
Actual logotipo del Gobierno de México.

Todos los logotipos del Gobierno de México han estado basados en el Sello de los Estados Unidos Mexicanos.

Los logotipos del Gobierno de México es la denominación informal que reciben los logotipos utilizados durante una administración del presidente de México, comúnmente conocidos como sexenios. 
Constituye un fenómeno relativamente reciente ya que, a diferencia de otros países donde existe símbolos propios para las mayores dependencias de los gobiernos nacionales, en México históricamente se utilizó el Escudo Nacional (y más recientemente, una variación denominada oficialmente Sello de los Estados Unidos Mexicanos). Por lo que los logotipos del Gobierno de México contienen o, por lo menos, están inspirados en estos dos últimos.
Van desde el principal que representa a la administración en general (con motivos como «Gobierno de México» o «Presidencia de la República») y de las secretarías de Estado, hasta empresas paraestatales, organismos descentralizados, órganos desconcentrados, fideicomisos públicos, entre otros.

## Logotipos del gabinete legal

### Gobierno de Carlos Salinas de Gortari
La imagen institucional en el sexenio de Carlos Salinas de Gortari, utilizó el escudo nacional flanqueado de dos pendones tricolores verticales que rodean la forma del escudo.[cita requerida]

### Gobierno de Ernesto Zedillo
En la administración de gobierno de Ernesto Zedillo se implementó un logo con los colores de la bandera nacional.[cita requerida]

### Gobierno de Vicente Fox
En la administración de gobierno de Vicente Fox, se creó un nuevo logotipo donde se cambió la imagen del escudo nacional recortándola en el medio para darle un toque más moderno y artístico, pero dejando fuera el nombre del país, el nopal (cactus), la piedra en la que está posada el águila, y la base de laurel y encino.
Esto causó polémica en torno a la nueva marca del gobierno ya que se mostraba al águila del escudo nacional recortada a la mitad, lo que la Cámara de Diputados acordó por mayoría solicitar al Gobierno del entonces presidente Fox que retirara su logotipo de los impresos oficiales porque violaba la Ley sobre el Escudo, la Bandera y el Himno Nacional; sin embargo, éste continuó siendo el logotipo de su administración.

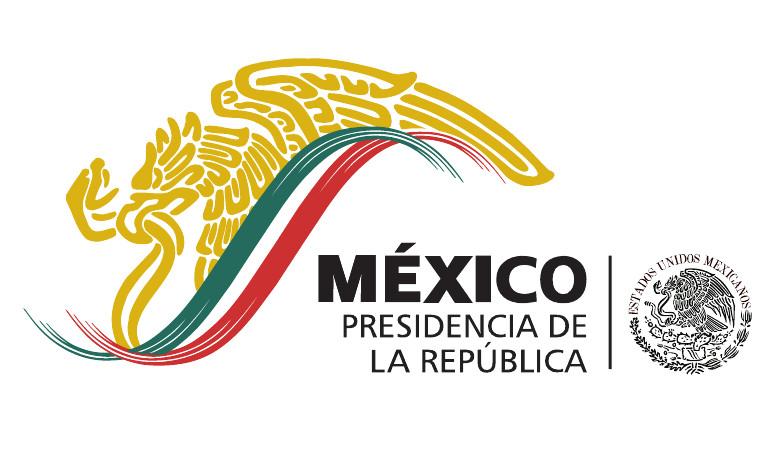
Logotipo del Periodo (2000-2006).

### Gobierno de Felipe Calderón
En 2006 el presidente electo Felipe Calderón contrató a la empresa Ideograma Consultores para elaborar la identidad gráfica de su administración que quería que fuera distintiva que los gobiernos anteriores y denotara «orden y estructura». Después de varias propuestas visuales la que ganó fue una simbolizaba la analogía de que México era comparable con un «gran mosaico» compuesto por una diversidad social, demográfica y cultural, al igual que el amplio número de dependencias del ejecutivo federal.
La administración de Felipe Calderón fue la primera contemplar logotipos específicos para cada una de las dependencias del gabinete presidencial, conformadas por el Sello de los Estados Unidos Mexicanos, el acrónimo de la dependencia (por excepción de la Secretaría de Salud, que al carecer de uno se utilizó la palabra «salud») escrito en una tipografía especial para uso exclusivo de denominada presidencia sans y el nombre completo de la dependencia. 
Cabe destacar que a propósito se designó una gama de colores azules para las que tuvieran relación con la seguridad ciudadana; verdes para economía; rosa, naranjas y amarillos para desarrollo social; morado para el medio ambiente; y por último, rojo exclusivo para la Presidencia de la República.
| Presidencia de la República                                                  |
| Secretaría de Gobernación                                                    |
| Secretaría de Relaciones Exteriores                                          |
| Secretaría de la Defensa Nacional                                            |
| Secretaría de Marina                                                         |
| Secretaría de Seguridad Pública                                              |
| Secretaría de Hacienda y Crédito Público                                     |
| Secretaría de Desarrollo Social                                              |
| Secretaría de Medio Ambiente y Recursos Naturales                            |
| Secretaría de Energía                                                        |
| Secretaría de Economía                                                       |
| Secretaría de Agricultura, Ganadería, Desarrollo Rural, Pesca y Alimentación |
| Secretaría de Comunicaciones y Transportes                                   |
| Secretaría de la Función Pública                                             |
| Secretaría de Educación Pública                                              |
| Secretaría de Salud                                                          |
| Secretaría del Trabajo y Previsión Social                                    |
| Secretaría de la Reforma Agraria                                             |
| Secretaría de Turismo                                                        |
| Consejería Jurídica del Ejecutivo Federal                                    |
| Procuraduría General de la República                                         |

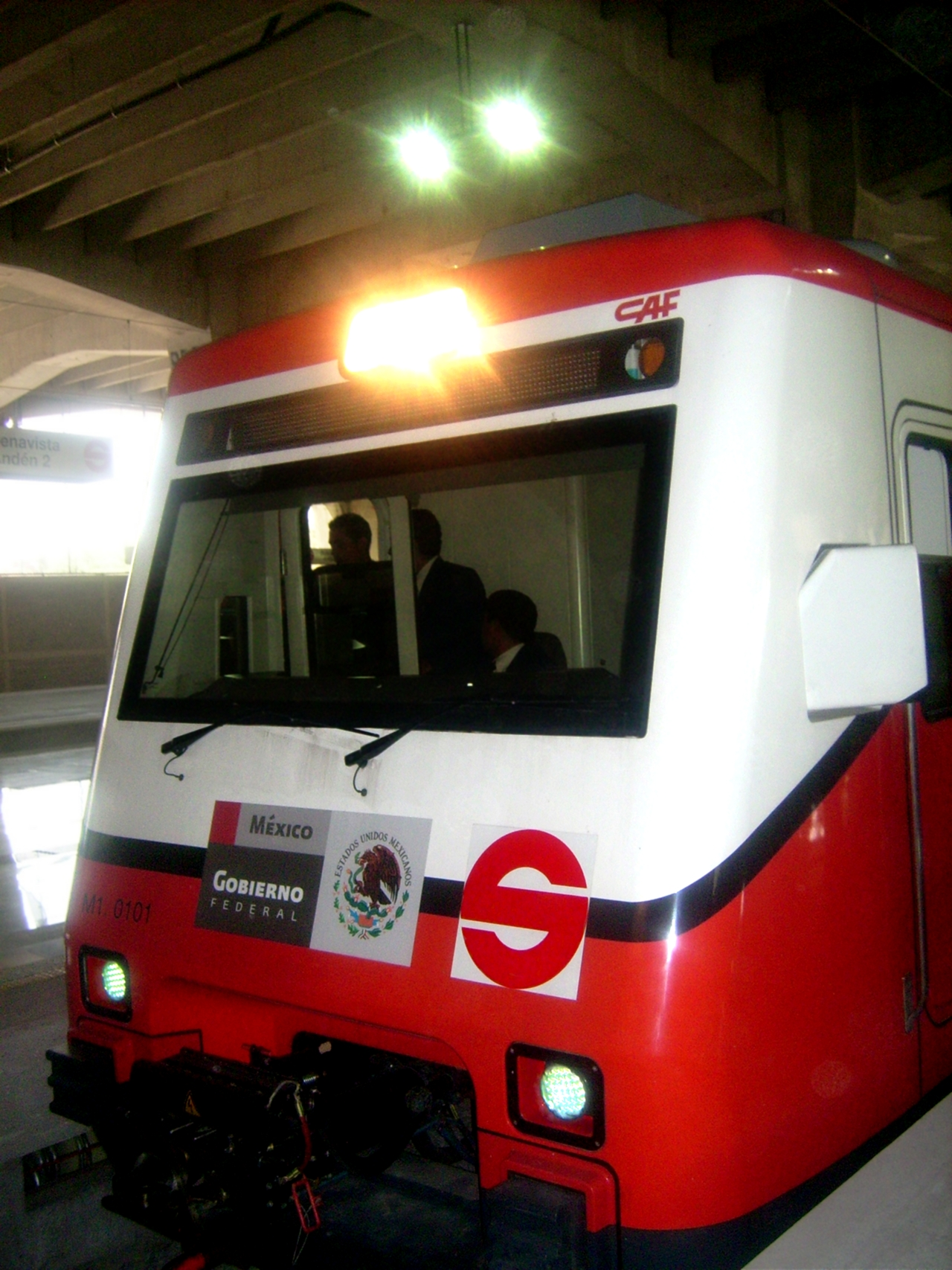
Tren del Ferrocarril Suburbano de la Zona Metropolitana del Valle de México con el logotipo del gobierno federal durante la administración de Calderón

#### Logotipos conmemorativos
En 2010 el gobierno federal creó un emblema para representar un evento de gran relevancia durante un lapso determinado de tiempo con el fin de conmemorar fechas importantes o mantener siempre una imagen renovada que pudiese ser asociada con el gobierno. 
Un ejemplo fue el logotipo conmemorativo del Bicentenario de la Independencia y el Centenario de la Revolución. Pero para crear este logo se concluyó que la identidad no debía vincularse con un personaje histórico o un símbolo patrio en particular, pues eso excluía a todos los demás y sesgaba el mensaje, y en el proceso de diseño se descubrió una feliz coincidencia que llevó al logotipo ganador: son 200 años de la Independencia, 100 años de la Revolución y dentro de la cifra 2010 estaban implícitos ambos. Este diseño fue utilizado para las portadas de los libros de CONALITEG de 2008 a 2011.

### Gobierno de Enrique Peña Nieto
En la administración de Enrique Peña Nieto se distinguió profundamente de la anterior imagen utilizada por el gobierno ya que dejó de ser de diversos colores para cada dependencia a únicamente utilizar uno solo, que se transmite como sencillo y sobrio.
Al igual que al anterior volvió a utilizar en letras de color gris oscuro el acrónimo de la dependencia (por excepción de la Secretaría de Salud y la Secretaría de Cultura, que carecen de este), con de dos líneas horizontales (verde y roja, los colores de la bandera, respectivamente) en su parte inferior y que se complementa con el nombre completo de la dependencia. A su derecha hay una barra con efecto de sombra que divide ambas secciones para dejar paso al Sello de México con su versión en uso para tinta, en este caso con un gris de la misma tonalidad que el utilizado en la tipografía.
Fue la primera vez que se utilizó el sello de México en su versión de uso para tinta, en este caso para ponerlo de color gris.
| Presidencia de la República                                                  |
| Secretaría de Gobernación                                                    |
| Secretaría de Relaciones Exteriores                                          |
| Secretaría de la Defensa Nacional                                            |
| Secretaría de Marina                                                         |
| Secretaría de Seguridad Pública (2012-2013)                                  |
| Secretaría de Hacienda y Crédito Público                                     |
| Secretaría de Desarrollo Social                                              |
| Secretaría de Medio Ambiente y Recursos Naturales                            |
| Secretaría de Energía                                                        |
| Secretaría de Economía                                                       |
| Secretaría de Agricultura, Ganadería, Desarrollo Rural, Pesca y Alimentación |
| Secretaría de Comunicaciones y Transportes                                   |
| Secretaría de la Función Pública                                             |
| Secretaría de Educación Pública                                              |
| Secretaría de Salud                                                          |
| Secretaría del Trabajo y Previsión Social                                    |
| Secretaría de la Reforma Agraria (2012-2013)                                 |
| Secretaría de Desarrollo Agrario, Territorial y Urbano (2013-2018)           |
| Secretaría de Cultura (2015-2018)                                            |
| Secretaría de Turismo                                                        |
| Consejería Jurídica del Ejecutivo Federal                                    |
| Procuraduría General de la República                                         |

### Gobierno de Andrés Manuel López Obrador
La imagen principal del gobierno de Andrés Manuel López Obrador se compone de cuatro elementos: en lo alto la agrupación de cinco héroes de la patria soportados por una pleca ondulada, las palabras Gobierno de México emplazadas en dos líneas, el Escudo Nacional y la textura de plumaje de fondo. La imagen destinada para firma se compone de dos elementos; el Escudo Nacional y las palabras Gobierno de México (ya sea con orientación vertical u horizontal). Esta nueva imagen acuña un tipo de letra especialmente diseñado llamado GMX Serif Bold.
| Gobierno de México                                          |        |
| Secretaría de Gobernación                                   |        |
| Secretaría de Relaciones Exteriores                         |        |
| Secretaría de la Defensa Nacional                           |        |
| Secretaría de Marina                                        |        |
| Secretaría de Seguridad y Protección Ciudadana              |        |
| Secretaría de Hacienda y Crédito Público                    |        |
| Secretaría de Bienestar                                     |        |
| Secretaría de Medio Ambiente y Recursos Naturales           |        |
| Secretaría de Energía                                       |        |
| Secretaría de Economía                                      |        |
| Secretaría de Agricultura y Desarrollo Rural                |        |
| Secretaría de Infraestructura, Comunicaciones y Transportes |        |
| Secretaría de la Función Pública                            |        |
| Secretaría de Educación Pública                             |        |
| Secretaría de Salud                                         |        |
| Secretaría del Trabajo y Previsión Social                   |        |
| Secretaría de Desarrollo Agrario, Territorial y Urbano      |        |
| Secretaría de Cultura                                       |        |
| Secretaría de Turismo                                       |        |
| Consejería Jurídica del Ejecutivo Federal                   |        |
| Fiscalia General de la República                            | (2018) |

### Logotipos de la administración de Claudia Sheinbaum Pardo (2024-2030)
Los logotipos de la nueva administración utilizan la fuente Patria. Además de que el nuevo logotipo utiliza a una joven con la bandera de México a su lado derecho
| Gobierno de México                                          |                                                                       |
| Presidencia de la República                                 |                                                                       |
| Secretaría de Gobernación                                   |                                                                       |
| Secretaría de Relaciones Exteriores                         |                                                                       |
| Secretaría de la Defensa Nacional                           | Utilizado hasta noviembre de 2024 · Utilizado desde noviembre de 2024 |
| Secretaría de Marina                                        |                                                                       |
| Secretaría de Seguridad y Protección Ciudadana              |                                                                       |
| Secretaría de Hacienda y Crédito Público                    |                                                                       |
| Secretaría de Bienestar                                     |                                                                       |
| Secretaría de Medio Ambiente y Recursos Naturales           |                                                                       |
| Secretaría de Energía                                       |                                                                       |
| Secretaría de Economía                                      |                                                                       |
| Secretaría de Agricultura y Desarrollo Rural                |                                                                       |
| Secretaría de Infraestructura, Comunicaciones y Transportes |                                                                       |
| Secretaría de la Función Pública (2024)                     |                                                                       |
| Secretaría de Anticorrupción y Buen Gobierno (desde 2025)   |                                                                       |
| Secretaría de Educación Pública                             |                                                                       |
| Secretaría de Salud                                         |                                                                       |
| Secretaría del Trabajo y Previsión Social                   |                                                                       |
| Secretaría de Desarrollo Agrario, Territorial y Urbano      |                                                                       |
| Secretaría de Cultura                                       |                                                                       |
| Secretaría de Turismo                                       |                                                                       |
| Secretaría de las Mujeres (desde 2025)                      |                                                                       |
| Consejería Jurídica del Ejecutivo Federal                   |                                                                       |

## Logotipos del gabinete ampliado
| Organismo / Empresa                                                        | Gobierno de Felipe Calderón Hinojosa | Gobierno de Enrique Peña Nieto | Gobierno de Andrés Manuel López Obrador | Gobierno de Claudia Sheinbaum Pardo |
| -------------------------------------------------------------------------- | ------------------------------------ | ------------------------------ | --------------------------------------- | ----------------------------------- |
| Petróleos Mexicanos                                                        |                                      |                                |                                         |                                     |
| Comisión Nacional del Agua                                                 |                                      |                                |                                         |                                     |
| Procuraduría Federal del Consumidor                                        |                                      |                                |                                         |                                     |
| Instituto de Seguridad y Servicios Sociales de los Trabajadores del Estado |                                      |                                |                                         |                                     |
| Comisión Nacional de Protección Social en Salud                            |                                      |                                |                                         | —                                   |
| Instituto de Salud para el Bienestar                                       | —                                    | —                              |                                         |                                     |
| IMSS-Bienestar                                                             | —                                    | —                              |                                         |                                     |
| Servicio de Administración Tributaria                                      |                                      |                                |                                         |                                     |
| Sistema Nacional para el Desarrollo Integral de la Familia                 |                                      |                                |                                         |                                     |
| Comisión Nacional de Cultura Física y Deporte                              |                                      |                                |                                         |                                     |